# Katsumi et Nomi à Los Angeles
 Pour plus de détails, voir Fiche technique et Distribution
Katsumi et Nomi à Los Angeles est un film pornographique réalisé par Max Antoine (sous le pseudonyme de Toinou) et sorti en DVD en 2003.

## Synopsis
Présenté au générique comme « Un reportage de Toinou », suivi de l'indication d'un lieu et d'une date : Californie, mai 2003, le film est un mélange de gonzo et de documentaire. Le spectateur suit deux vedettes françaises du X, Katsuni (alors connue sous le nom de Katsumi) et Nomi lors de leur premier voyage aux États-Unis, où elles sont venues tourner dans des productions pornographiques locales. Le réalisateur a décrit le film comme « une espèce d’immersion (...) façon télé réalité » dans le quotidien et le travail des deux actrices porno.

## Fiche technique
- Titre : Katsumi et Nomi à Los Angeles
- Réalisateur : Max Antoine
- Production et distribution: JTC
- Durée : 110 min
- Date de sortie : 2003
- Pays :  France
- Genre : pornographique

## Distribution
- Katsumi : elle-même
- Nomi : elle-même
- Mark Davis
- Crystal Ray
- Mandingo
- Shane Collins
- Randy Spears
- Mr Big

## Voir également